# Thimphu (district)
Thimphu este un district din Bhutan. Are o suprafață de 1.943 km² și o populație de 89.800 locuitori. Districtul Thimphu este divizat în 10 municipii.

Thimphu (district)
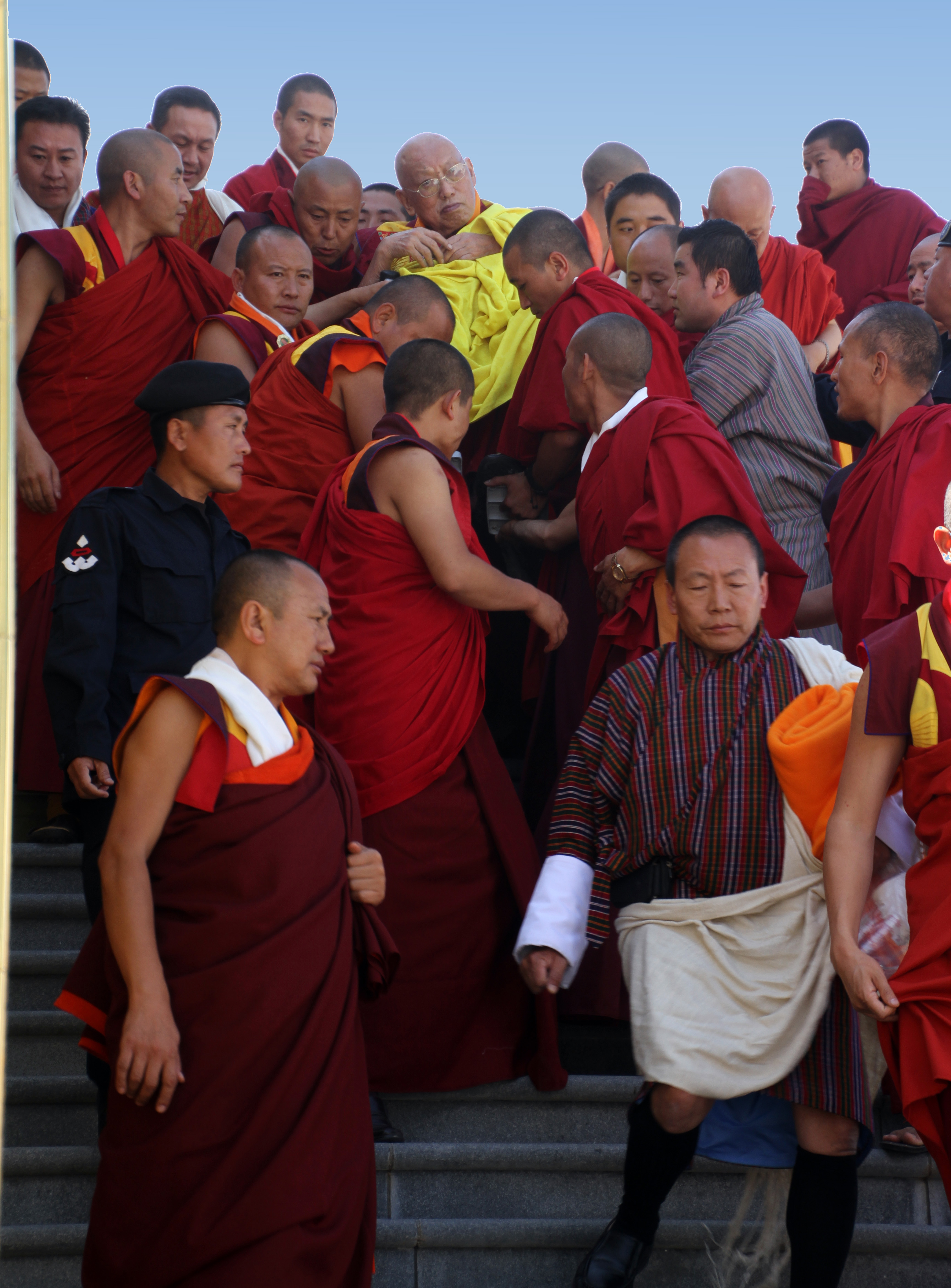
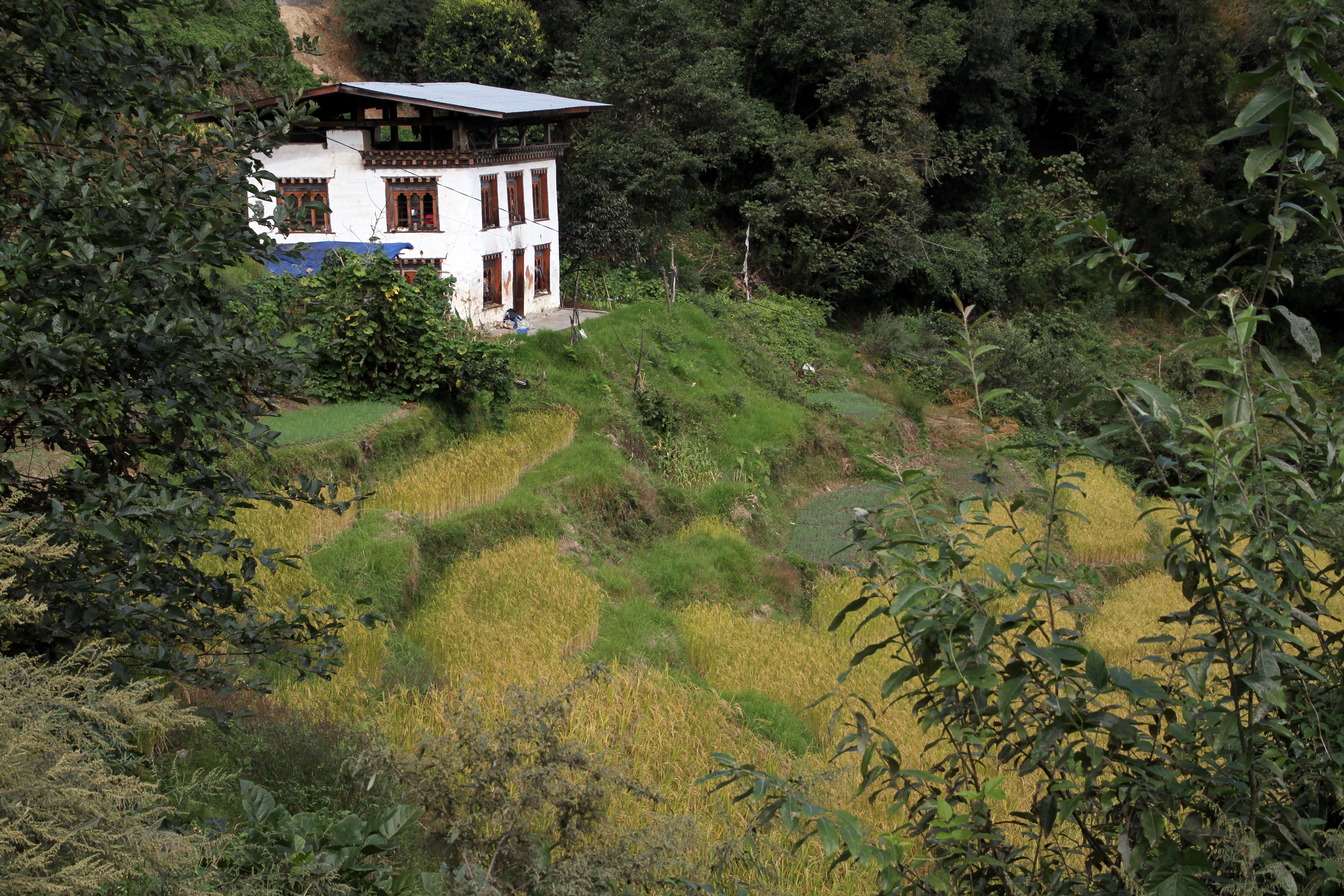
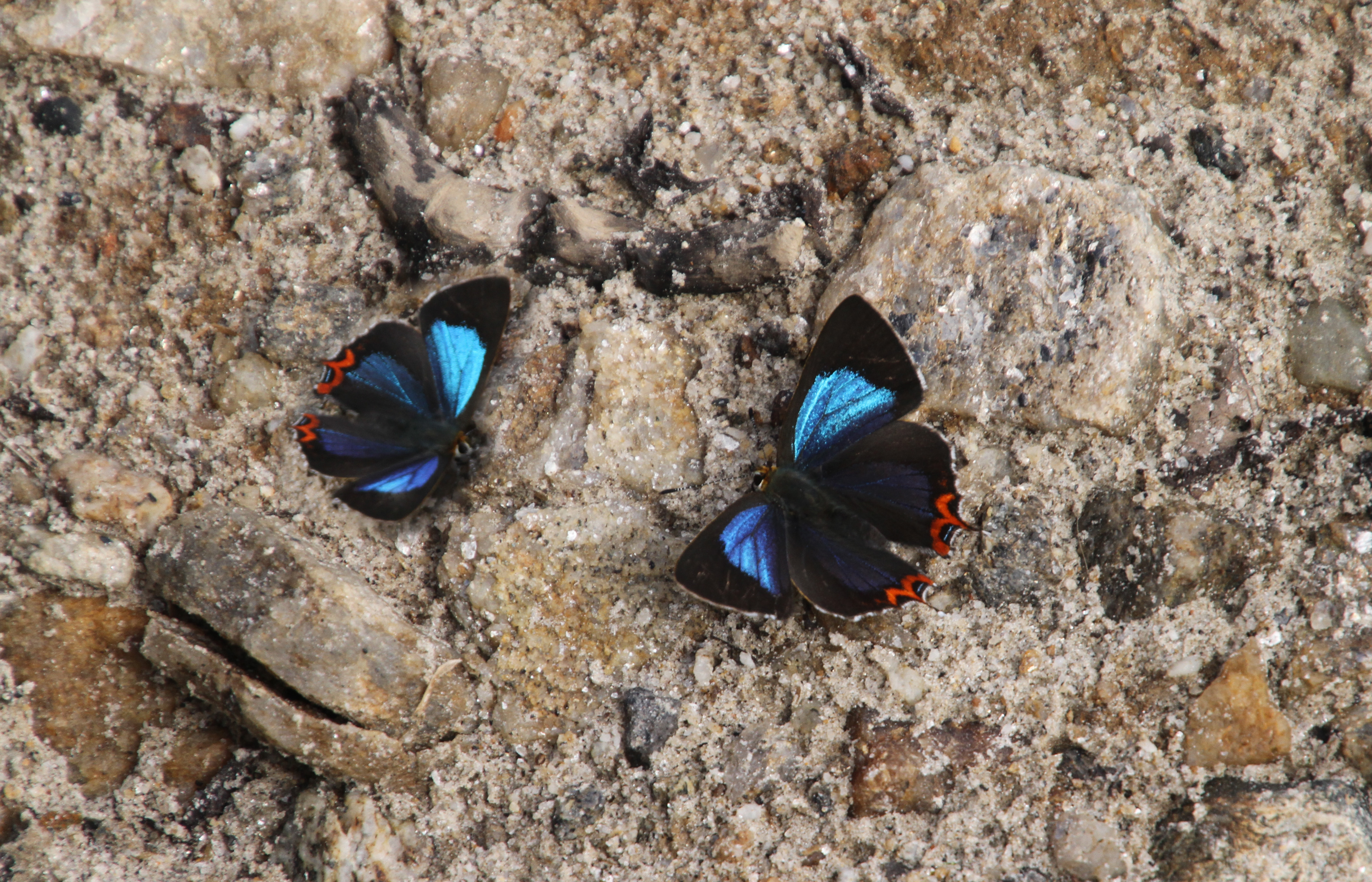
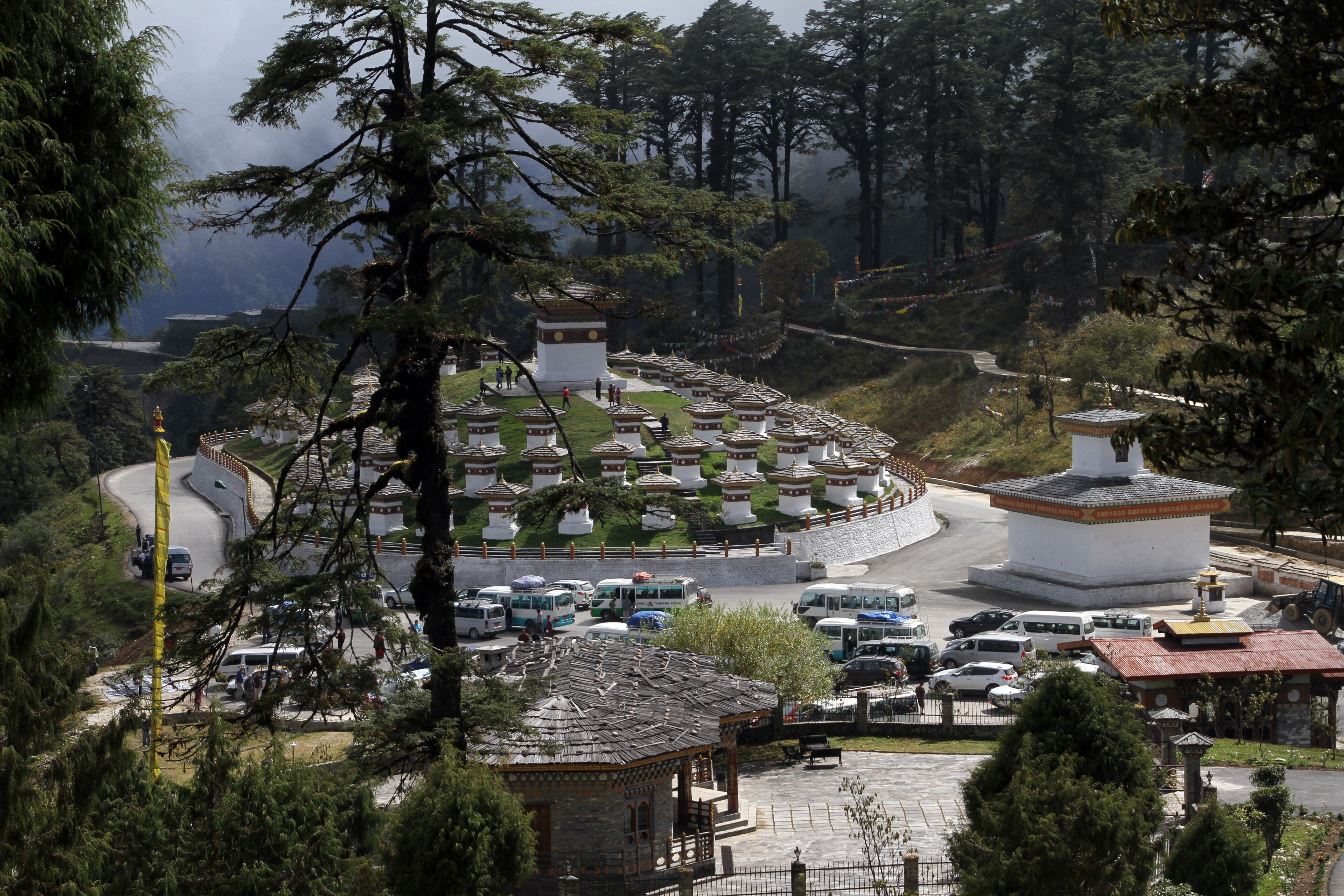
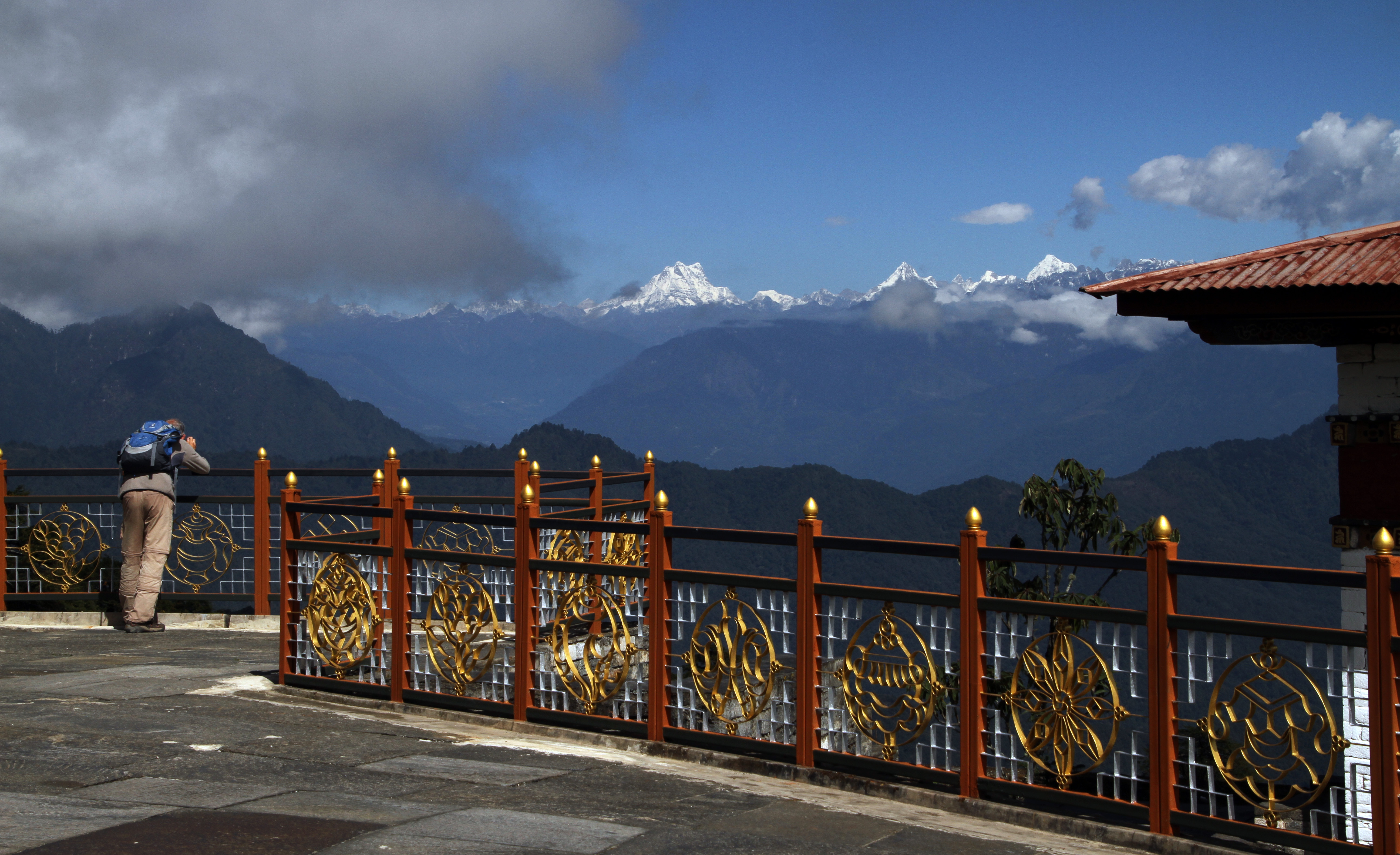